# Záříčí
Záříčí är en ort i Tjeckien.   Den ligger i regionen Zlín, i den östra delen av landet, 230 km öster om huvudstaden Prag. Záříčí ligger 196 meter över havet och antalet invånare är 746.
Terrängen runt Záříčí är platt.Runt Záříčí är det ganska tätbefolkat, med 96 invånare per kvadratkilometer. Närmaste större samhälle är Přerov, 10,7 km nordost om Záříčí. Trakten runt Záříčí består till största delen av jordbruksmark.